# Manso Pi
El Manso Pi és un edifici de Girona que forma part de l'Inventari del Patrimoni Arquitectònic de Catalunya.

## Descripció
Edifici de planta rectangular, de planta baixa i un pis, teulat a dues aigües i carener paral·lel a la façana principal. Hi ha una pallissa a la façana posterior, oberta a l'era i relacionada amb ella a través d'un gran arc rebaixat de pedra vista. A dins hi ha una porta que la relacions amb la masia, a la que hi està integrada. Aquesta mateixa façana té una finestra de pedra polida, al costat dret de la pallissa, d'ampit de motllures i guardapols amb arrencades de caps d'angelots. La llinda té un motiu goticitzant floral.

## Història
La pallissa és de 1621. Sembla que un successor de la masia fou signant de la Sentència de Guadalupe: Pere Gic. Fou síndic a la Guerra dels remences.